# Javorniki
Javorniki so hribovje, z gozdom pokrit nižji severni del kraške planote pod Snežnikom med Pivko in Cerkniškim jezerom, ki se razprostirajo v višini med 600 do 1200 mnm. Ta najobsežnejši del Dinarskega krasa v Sloveniji je širok 5 do 15 km in v dolg do 20 km od Postojnskih vrat in Malega Javornika (1219 mnm) do Mašuna in Leskove doline. Javorniki so zgrajeni pretežno iz krednih apnencev in porasli pretežno z bukovim gozdom. Področje Javornikov je podvrženo obilnim padavinam (2000 do 3000 mm letno), ki napajajo Cerkniško, Plaško in Petelinjsko jezero, ter izvire Pivke in Notranjske reke.
V južnem delu Javornikov sta najvišja vrhova Dedna gora (1293 mnm) in Škodovnik (1260 m), v severnem Debeli vrh (1273 mnm) in Veliki Javornik (1268 mnm) ter Strgarija (1254 m), Suhi vrh (1241 m), Veliki Kožljek (1240 m), Mali Javornik (1219 m) v srednjem delu pa Debela gora (1076 m). Javorniki so prepleteni z globokimi doli, vrtačastimi uvalami, brezni in ledenimi jamami. Manjše ravnine se razprostirajo v nadmorski višini okoli 1000 mnm.